# Full Force
"Full Force" é um grupo de R&B e hip hop norte-americano, fundado em 1976. É formado por Paul Anthony, Brian "B-Fine" George, Lucien "Bowlegged Lou" George Jr., Junior "Shy Shy" Clark, Curt "Curt-T-T" Bedeau e Gerry "Baby Gee" Charles.

## Discografia
- 1985: Full Force
- 1986: Full Force Get Busy 1 Time!
- 1987: Guess Who's Comin' to the Crib?
- 1989: Smoove
- 1992: Don't Sleep
- 1995: Sugar On Top
- 2001: Still Standing
- 2007: Legendary
- 2009: Full Force, of Course